# Trasporto d'attacco

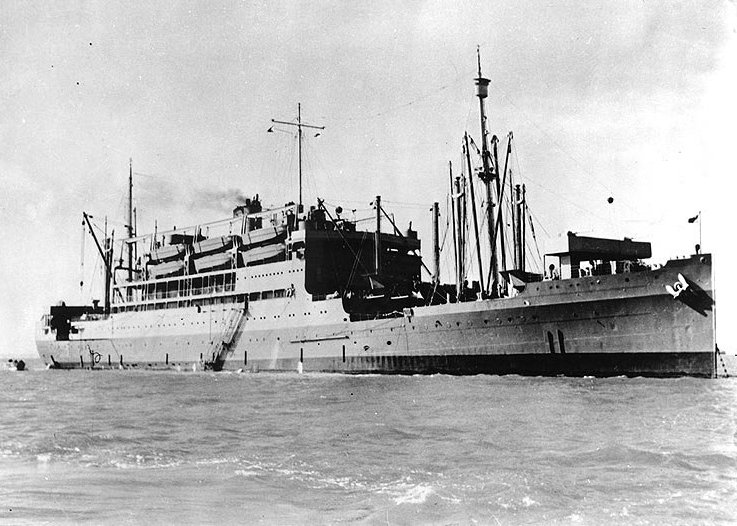
Un esempio di trasporto d'attacco: la USS McCawley (APA-4)

Un trasporto d'attacco è un tipo particolare di nave da guerra anfibia, sviluppato dagli Stati Uniti d'America durante l'epoca della seconda guerra mondiale. Il concetto dei trasporti d'attacco era simile a quello delle Landing Ship Infantry sviluppate contemporaneamente dalla Royal Navy britannica.

## Caratteristiche
Un trasporto d'attacco era incaricato di trasportare gli elementi di una forza d'invasione anfibia dalle basi di partenza fin davanti alle spiagge designate per lo sbarco; a differenza delle navi trasporto truppe propriamente dette, che all'epoca quasi sempre erano navi mercantili riadattate all'uso militare, i trasporti d'attacco erano unità specificamente concepite per il loro ruolo, e disponevano a bordo delle sistemazioni per imbarcare e mettere a mare i mezzi da sbarco necessari alla forza anfibia; alcuni trasporti d'attacco avevano capacità offensive, potendo appoggiare con il fuoco delle proprie artiglierie lo sbarco delle truppe trasportate.
L'hull classification symbol della United States Navy per questo genere di unità era inizialmente AP (da Auxiliary Personnel), poi divenuto APA (Auxiliary Personnel Attack) o AKA (Auxiliary Kargo Attack). Centinaia di trasporti d'attacco furono costruiti durante il conflitto per supportare le grandi operazioni anfibie statunitensi nel teatro bellico dell'oceano Pacifico, ma negli anni seguenti la seconda guerra mondiale il loro ruolo nelle operazioni di sbarco decrebbe in favore dei trattori anfibi tipo LVT e degli aviosbarchi tramite elicotteri. Alla fine degli anni 1960, le poche unità ancora in servizio furono riclassificate come "trasporti anfibi" e designate con l'hull symbol LPA. Gli ultimi trasporti d'attacco furono radiati entro i primi anni 1980.

## Classi
Le principali classi di trasporti d'attacco erano:
- Classe Arthur Middleton
- Classe Bayfield
- Classe Crescent City
- Classe Doyen
- USS Edward Rutledge (AP-52)
- Classe Frederick Funston
- Classe Gilliam
- Classe Harris
- USS Harry Lee (APA-10)
- Classe Haskell
- Classe Heywood
- USS Joseph Hewes (AP-50)
- USS John Penn (APA-23)
- Classe McCawley
- Classe Ormsby
- Classe Paul Revere
- Classe President Jackson
- Classe Sumter
- Classe Windsor